# Clausilia dehmi
Clausilia dehmi is een uitgestorven slakkensoort uit de familie van de Clausiliidae. De wetenschappelijke naam van de soort werd voor het eerst geldig gepubliceerd in 2007 door H. Nordsieck als Neostyriaca dehmi.